# آرامگاه نخستین امپراتور چین
آرامگاه نخستین امپراتور چین (چین شی هوانگ) (چینی: 秦始皇陵; پین‌یین: Qínshǐhuáng Líng) در ناحیه لینتونگ، ن، شاآنشی در چین واقع شده است. این آرامگاه در طول ۳۸ سال، از ۲۴۶ تا ۲۰۸ پیش از میلاد ساخته شد و در زیر تپه آرامگاهی به بلندای ۷۶ متر به شکل یک هرم جناغی قرار دارد. چیدمان آرامگاه با الگوبرداری از شهر شیان‌یانگ، پایتخت دودمان چین، به شهرهای داخلی و خارجی تقسیم شده است. محیط داخلی شهر ۲٬۵ کیلومتر و محیط بیرونی ۶٬۳ کیلومتر است. آرامگاه در جنوب غربی داخل شهر و رو به شرق قرار دارد. اتاق اصلی آرامگاه که تابوت و آثار خاکسپاری را در خود جای داده است، هسته مجموعه معماری آرامگاه است.
خود آرامگاه هنوز کاوش نشده است. کاوش‌های باستان‌شناسی در حال حاضر بر روی مکان‌های مختلف شهر مردگان وسیع اطراف آرامگاه، از جمله لشکر سفالین در شرق تپه آرامگاه متمرکز است. لشکر سفالی به عنوان پادگان آرامگاه خدمت می‌کرد و هنوز به‌طور کامل حفاری نشده است.

## تاریخ
کار بر روی آرامگاه بلافاصله پس از به تخت نشستن امپراتور چین در سال ۲۴۶ پیش از میلاد آغاز شد، زمانی که او هنوز ۱۳ ساله بود، اگرچه ساخت و ساز کامل آن تنها پس از فتح شش ایالت بزرگ دیگر و جنگ‌های یکپارچگی چین در ۲۲۱ پیش از میلاد آغاز شد. منبع شرح ساخت آرامگاه از سیما کیان در فصل ششم شیجی که شامل زندگی‌نامه چین شی هوانگ است آماده است.